# Una família de lloguer
Una família de lloguer (títol original en francès, Une famille à louer) és una pel·lícula de comèdia francobelga del 2015 dirigida per Jean-Pierre Améris i protagonitzada per Benoît Poelvoorde i Virginie Efira. S'ha doblat al valencià per a À Punt.

## Repartiment
- Benoît Poelvoorde com a Paul-André Delalande
- Virginie Efira com a Violette Mandini
- François Morel com a Léon
- Philippe Rebbot com a Rémi
- Pauline Serieys com a Lucie Mandini
- Calixte Broisin-Doutaz com a Auguste Mandini
- Édith Scob com a Madame Delalande
- Nancy Tate com a Sandra
- Rémy Roubakha com a Lucien
- Xavier Mathieu com a Fabian
- Gwendoline Hamon com a dona d'en Fabian